# Navy CIS/Staffel 11
Die elfte Staffel der US-amerikanischen Krimiserie Navy CIS feierte am 24. September 2013 in den USA auf dem Sender CBS ihre Premiere. Das Staffelfinale wurde am 13. Mai 2014 gezeigt. In Deutschland startete die Staffel am 5. Januar 2014 auf dem deutschen Free-TV-Sender Sat.1. In der Schweiz begann die Ausstrahlung am 7. Januar 2014 mit einer Doppelfolge auf dem Free-TV-Sender 3+.
Die Figur Special Agent Ziva David, dargestellt von Cote de Pablo, verließ die Serie zu Anfang dieser Staffel. Als Ersatz stieß Emily Wickersham zur Besetzung hinzu, die bisher noch keine bekannten Rollen in Filmen und Fernsehserien gespielt hatte. Die 18. und
19. Folge der Staffel, Crescent City Part I und Part II, dienten als Backdoor-Pilot für den zweiten Spin-off der Fernsehserie Navy CIS, Navy CIS: New Orleans.

## Darsteller
| Rollenname                           | Schauspieler      | Synchronsprecher  |
| ------------------------------------ | ----------------- | ----------------- |
| Special Agent Leroy Jethro Gibbs     | Mark Harmon       | Wolfgang Condrus  |
| Special Agent Anthony „Tony“ DiNozzo | Michael Weatherly | Norman Matt       |
| Special Agent Ziva David             | Cote de Pablo     | Maria Koschny     |
| Abigail „Abby“ Sciuto                | Pauley Perrette   | Antje von der Ahe |
| Special Agent Timothy „Tim“ McGee    | Sean Murray       | Marius Clarén     |
| Jimmy Palmer                         | Brian Dietzen     | Rainer Fritzsche  |
| Director Leon Vance                  | Rocky Carroll     | Leon Boden        |
| Dr. Donald „Ducky“ Mallard           | David McCallum    | Eberhard Prüter   |
| Special Agent Eleanor „Ellie“ Bishop | Emily Wickersham  | Josephine Schmidt |

## Produktion
Am 1. Februar 2013 verlängerte CBS NCIS um eine 11. Staffel. Am selben Tag verlängerte Mark Harmon seinen Vertrag mit CBS für die Fernsehserie um mehrere Jahre. Am 10. Juli 2013 wurde angekündigt, dass Cote de Pablo, die Ziva David spielt, sich dazu entschlossen hat, nicht mehr als Hauptdarstellerin für die 11. Staffel zur Verfügung zu stehen. Sie wird in einigen Folgen erscheinen, um die Geschichte der Figur zu Ende zu erzählen.
Wegen Cote de Pablos Ausstieg musste Showrunner Gary Glasberg die geplante Storyline für die 11. Staffel ändern. Glasberg äußerte: „Jemand fragte mich, ob ich das geplant hätte, aber das hatte ich nicht, und daher musste ich zu dem Zeitpunkt, an dem dies eintrat, sehr viel von meinen Entwürfen wegwerfen und von vorne beginnen“ („Someone asked me if I was planning for this, but I really wasn’t, so basically the minute that this became real, I had to throw out a lot of what I was planning to do and start from scratch“). Glasberg sagte, dass verschiedene Figuren im Rotationsprinzip Zivas Rolle ersetzen werden.
Das Thema für diese Staffel ist laut Glasberg „das Freisetzen von Dämonen“ („unlocking demons“), sowohl im übertragenen als auch im wörtlichen Sinne. Ein sehr interessanter Widersacher („pretty interesting adversary“) zum Thema wird eingeführt werden und das wird sich durch die Staffel ziehen („that will carry through the season“).

## Casting
Colin Hanks wird in den ersten beiden Episoden als Defense Department Investigator Richard Parsons auftreten, eine Figur, die am Ende der 10. Staffel eingeführt worden ist. Marina Sirtis hat mitgeteilt, dass sie als Mossad Director Orli Elbaz zurückkehren werde, eine Rolle, die sie bereits in der 10. Staffel verkörpert hatte. Joe Spano wird in den ersten beiden Folgen auch in seiner Rolle als Senior FBI-Agent Tobias C. Fornell auftreten.
Zu Beginn der neuen Staffel wird eine neue Figur namens Ozzy eingeführt, der als „eine baumlange Figur, die damit beauftragt ist, Informationen über einen Eindringling zu sammeln und einen potentiellen Hacker zur Strecke zu bringen“ („a towering figure who's tasked with digging up information on an intruder and tracking down a potential hacker“) beschrieben wird. In der zweiten Folge wird eine Figur mit dem Namen Sarah Porter auftreten, die von Leslie Hope gespielt wird. Margo Harshman wurde für eine möglicherweise wiederkehrende Rolle als Timothy McGees Freundin Delilah ausgewählt. In der dritten Folge wird eine kurz vor dem Ruhestand stehende Frau vorgestellt, die Gibbs aus seiner Vergangenheit kennt.
Am 13. August 2013 wurde das Casting-Profil für eine neue weibliche Figur namens Bishop veröffentlicht, deren Filmaufnahmen für Mitte Oktober geplant sind. Bishop wird als „weiblicher Twen; clever, gebildet, athletisch, attraktiv, mit jugendlichem Aussehen, konzentriert und etwas sozial unbeholfen“ („twentysomething female; bright, educated, athletic, attractive, fresh-faced, focused and somewhat socially awkward“) beschrieben. „Sie hat eine geheimnisvolle Mischung von analytischer Brillanz, verbissener Entschlossenheit und Idealismus. Sie reist viel, aber fühlt sich nur zu Hause wohl“ („She has a mysterious mixture of analytic brilliance, fierce determination and idealism. She's traveled extensively, but only feels comfortable at home“). Emily Wickersham wurde gecastet, um diese Rolle zu spielen, und die Figur wird während des Novembers eingeführt werden. Bereits Anfang November wurde die Beförderung Wickershams zur Hauptdarstellerin bekannt.

## Episoden
| Nr. (ges.) | Nr. (St.) | Deutscher Titel       | Originaltitel            | Erstausstrahlung USA | Deutschsprachige Erstausstrahlung (D/CH) | Regie               | Drehbuch                                            |
| --- | --------- | --------------------- | ------------------------ | -------------------- | ---------------------------------------- | ------------------- | --------------------------------------------------- |
| 235 | 1         | Freund und Feind      | Whiskey Tango Foxtrot    | 24. Sep. 2013        | 5. Jan. 2014                             | Tony Wharmby        | Gary Glasberg                                       |
| Als Nachwirkung des Finales der zehnten Staffel ist Gibbs’ Team nicht mehr komplett, weil DiNozzo und McGee sich an ein Leben als Zivilisten anzupassen versuchten. Jedoch nimmt die Handlung eine unerwartete Wendung, als eine Hotelbombe explodiert, die SECNAV Clayton Jarvis tötet und Tom Morrow verletzt, wobei das NCIS Team später erkennt, dass jemand sie einer nach dem anderen zur Strecke zu bringen versucht. Gaststars: Colin Hanks als DOD IG Investigator Richard Parsons, Matt Craven als SecNav Clayton Jarvis |           |                       |                          |                      |                                          |                     |                                                     |
| 236 | 2         | Zivas Liste           | Past, Present and Future | 1. Okt. 2013         | 7. Jan. 2014                             | James Whitmore, Jr. | Gary Glasberg, Scott Williams & Gina Lucita Monreal |
| Gibbs und sein Team setzen die Suche nach Parsa und sein sich ausweitendes Terrornetzwerk fort, während Tony DiNozzo nach Israel reist, um Ziva David aufzuspüren. Nach mehreren Monaten kann Tony Ziva aufspüren. Ziva ist in eine Sinnkrise geraten, seit ihr eine Jugendfreundin sagt, dass sie mit Zivas Halbbruder Ari verlobt war. Ziva tötete Ari zu Beginn der dritten Staffel. Durch diese Information hinterfragt sie ihr gesamtes Handeln als Agentin, ihr wird bewusst, dass sie mit jedem, den sie tötet, zutiefst verletzte Familienmitglieder und Freunde ihrer Opfer zurücklässt. Sie entschließt sich daraufhin, ihr Leben grundsätzlich zu ändern und ein neues Leben anzufangen. Tony lässt sie trotz der Liebe zwischen ihnen gehen. Nach einem letzten Kuss besteigt er ein Flugzeug nach Washington. In seiner Tasche findet er Zivas Davidsternhalskette, die sie ihm untergeschoben hatte. Gaststars: Leslie Hope als SecNav Sarah Porter, Marina Sirtis als Orli Elbaz |           |                       |                          |                      |                                          |                     |                                                     |
| 237 | 3         | Unter dem Radar       | Under the Radar          | 8. Okt. 2013         | 14. Jan. 2014                            | Dennis Smith        | George Schenk & Frank Cardea                        |
| Das Team sucht Unterstützung über Twitter, um einen vermissten Navy Lieutenant zu finden. |           |                       |                          |                      |                                          |                     |                                                     |
| 238 | 4         | Ehrenmorde            | Anonymous Was a Woman    | 15. Okt. 2013        | 21. Jan. 2014                            | Terrence O’Hara     | Steven D. Binder                                    |
| Als Gibbs und McGee eine Verbindung zu einem afghanischen Frauenhaus entdecken, das der verstorbene Agent Mike Franks jahrelang unterstützte, reisen sie dorthin, um Ermittlungen anzustellen. |           |                       |                          |                      |                                          |                     |                                                     |
| 239 | 5         | 15 Jahre Rache        | Once a Crook             | 22. Okt. 2013        | 28. Jan. 2014                            | Arvin Brown         | Christopher Silber                                  |
| First Class Petty Officer Wells wird tot aufgefunden. Während der Ermittlungen stößt Tony auf Hinweise, dass der Tote etwas mit einem Fall aus seiner Vergangenheit in Baltimore zu tun hat. Dass Tony schon seit Tagen nicht mehr geschlafen hat, erweist sich im Übrigen nicht als hilfreich. |           |                       |                          |                      |                                          |                     |                                                     |
| 240 | 6         | Öl und Wasser         | Oil & Water              | 29. Okt. 2013        | 4. Feb. 2014                             | Tom Wright          | Jennifer Corbett                                    |
| Major Marvin Hebner, Marinecorpsreservist, wird bei einer Explosion auf einer Ölplattform vor Virginia Beach getötet. Zusammen mit Agent Borin von der Küstenwache gehen Gibbs und sein Team ersten Hinweisen auf einen Terroranschlag nach. Gibbs wundert sich zunehmend, dass die sonst so taffe Borin von dem Fall so emotional mitgenommen ist. |           |                       |                          |                      |                                          |                     |                                                     |
| 241 | 7         | Alte Flieger          | Better Angels            | 5. Nov. 2013         | 11. Feb. 2014                            | Tony Wharmby        | Gina Monreal                                        |
| Gibbs wird im Laufe eines Falles von seinem Vater kontaktiert. Er möchte einen alten Kriegsveteran finden, der ihm einst das Leben rettete. Gaststar: Ralph Waite als Jackson Gibbs |           |                       |                          |                      |                                          |                     |                                                     |
| 242 | 8         | Wasserdicht           | Alibi                    | 12. Nov. 2013        | 18. Feb. 2014                            | Holly Dale          | George Schenck & Frank Cardea                       |
| Das NCIS-Team untersucht den Tod einer erschlagenen Person und fährt dafür nach Quantico. |           |                       |                          |                      |                                          |                     |                                                     |
| 243 | 9         | Teamplayer            | Gut Check                | 19. Nov. 2013        | 25. Feb. 2014                            | Dennis Smith        | Christopher J. Waild                                |
| Man hat herausgefunden, dass der SecNav während eines vertraulichen Treffens abgehört wurde. Das NCIS Team arbeitet mit der NSA-Analystin Eleanor „Ellie“ Bishop zusammen, um den dafür Verantwortlichen zu finden. |           |                       |                          |                      |                                          |                     |                                                     |
| 244 | 10        | Die teuflischen Drei  | Devil’s Triad            | 10. Dez. 2013        | 4. März 2014                             | Arvin Brown         | Steven D. Binder                                    |
| Das NCIS-Team untersucht den Tod eines Marines und entdeckt eine Verbindung zum derzeitigen Lebensgefährten von Diane Sterling, der früheren Frau von Gibbs und Tobias Fornell. Währenddessen strengt sich die NSA-Agentin Ellie Bishop an, um sich in das NCIS-Team einzufügen. |           |                       |                          |                      |                                          |                     |                                                     |
| 245 | 11        | Patient Null          | Homesick                 | 17. Dez. 2013        | 11. März 2014                            | Terrence O’Hara     | Scott Williams                                      |
| Die Weihnachtsepisode: Gibbs und sein Team müssen den Auslöser einer lebensbedrohlichen Infektion finden, an der überwiegend Kinder von Navy-Angehörigen sowie ältere und geschwächte Erwachsene erkranken. Vance bekommt Besuch von Jackies Vater, der seine Tochter im Stich gelassen und bis hierhin nie Kontakt zur Familie hatte. |           |                       |                          |                      |                                          |                     |                                                     |
| 246 | 12        | Tod aus der Luft      | Kill Chain (1)           | 7. Jan. 2014         | 18. März 2014                            | James Whitmore, Jr. | Christopher Silber                                  |
| Nach einer Drohnen-Attacke findet man eine Verbindung zum Terroristen Benham Parsa. |           |                       |                          |                      |                                          |                     |                                                     |
| 247 | 13        | Güterzug nach Miami   | Double Back (2)          | 14. Jan. 2014        | 25. März 2014                            | Tony Wharmby        | Gina Lucita Monreal                                 |
| Während es ihnen nicht gelingt Parsa zu fangen, bekommen sie einen Hinweis, wo er sich befinden könnte. |           |                       |                          |                      |                                          |                     |                                                     |
| 248 | 14        | Parsas Spiel          | Monsters and Men (3)     | 4. Feb. 2014         | 12. Aug. 2014                            | Dennis Smith        | Jennifer Corbett                                    |
| Bishop gibt dem Team gegenüber eine gemeinsame Vergangenheit zwischen sich und Parsa zu. |           |                       |                          |                      |                                          |                     |                                                     |
| 249 | 15        | Kugelsicher           | Bulletproof              | 25. Feb. 2014        | 19. Aug. 2014                            | Leslie Libman       | Christopher J. Waild                                |
| Durch einen Zufall kommt ans Licht, dass bereits seit einigen Jahren fehlerhafte Schutzwesten an das Militär ausgeliefert wurden. Statt sie zu vernichten, wurden sie durch eine Stiftung in Care-Paketen an Soldaten verschickt. |           |                       |                          |                      |                                          |                     |                                                     |
| 250 | 16        | Schüsse am Sonntag    | Dressed to Kill          | 4. März 2014         | 26. Aug. 2014                            | Thomas J. Wright    | George Schenck & Frank Cardea                       |
| Vor einem Hotel wird Tony von einem Navy-Commander überrannt. Kurz darauf kommt es in einer Seitengasse zum Schusswechsel und der Flüchtige stirbt. Es stellt sich herausstellt, dass es sich um den Privatdetektiv Nick Bodeen handelt, der in zwielichtige Machenschaften rund um eine Senatsabstimmung verwickelt war. Auch Tonys Vater hat für seinen Sohn eine Überraschung parat. |           |                       |                          |                      |                                          |                     |                                                     |
| 251 | 17        | Lampenfieber          | Rock and a Hard Place    | 18. März 2014        | 2. Sep. 2014                             | Arvin Brown         | Steven D. Binder                                    |
| In der Konzert-Garderobe stirbt bei einer Explosion ein Navy-Soldat. Dort sollte der Star-Country-Sänger Manheim Gold auftreten und die Explosion schien Manheim gewidmet zu sein. Tony nimmt Manheim in Schutzgewahrsam und es entwickelt sich eine Freundschaft zwischen den beiden, in der auch Manheims Sohn eine Rolle spielt. |           |                       |                          |                      |                                          |                     |                                                     |
| 252 | 18        | New Orleans (1)       | Crescent City (Part I)   | 25. März 2014        | 9. Sep. 2014                             | James Whitmore, Jr. | Gary Glasberg                                       |
| Gibbs' Team, sein ehemaliger Kollege Dwayne Cassius Pride und das FBI ermitteln gemeinsam im Fall des ermordeten Kongressabgeordneten Dan McLane, der eine NIS Vergangenheit hat. |           |                       |                          |                      |                                          |                     |                                                     |
| 253 | 19        | New Orleans (2)       | Crescent City (Part II)  | 1. Apr. 2014         | 9. Sep. 2014                             | Tony Wharmby        | Gary Glasberg                                       |
| Weitere Morde in der Umgebung von New Orleans tragen die Handschrift des Serienmörders der angeblich von McLane bereits vor langer Zeit verhaftet wurde. Gibbs und Pride müssen nun McLanes Rolle in der damaligen Ermittlung untersuchen. |           |                       |                          |                      |                                          |                     |                                                     |
| 254 | 20        | Trauzeugen gesucht!   | Page Not Found           | 8. Apr. 2014         | 16. Sep. 2014                            | Terrence O’Hara     | Christopher J. Waild                                |
| Delilah, die zwischenzeitlich wieder zu ihrem Arbeitsplatz zurückgekehrt ist, verfolgt einen mysteriösen Fall. Dafür bittet sie den NCIS um Hilfe. Gemeinsam untersuchen sie das Verschwinden eines IT-Spezialisten. Diese Untersuchung gefällt der CIA, die Agent Jim Brisco ins Rennen schickt, gar nicht. |           |                       |                          |                      |                                          |                     |                                                     |
| 255 | 21        | Aussage gegen Aussage | Alleged                  | 15. Apr. 2014        | 23. Sep. 2014                            | Arvin Brown         | Scott Williams                                      |
| Ein Navy-Offizier wird tot aufgefunden, nachdem er sich in einer Kneipe geprügelt hatte. Als sie die letzten Anrufe des Toten überprüfen finden sie heraus, dass er versucht hat einer Freundin, die vergewaltigt wurde zu helfen. Diese streitet anfangs ab vergewaltigt worden zu sein, da sie Angst vor dem Täter hat. |           |                       |                          |                      |                                          |                     |                                                     |
| 256 | 22        | Blue                  | Shooter                  | 29. Apr. 2014        | 30. Sep. 2014                            | Dennis Smith        | George Schenck & Frank Cardea                       |
| 257 | 23        | Flucht aus Marseille  | The Admiral’s Daughter   | 6. Mai 2014          | 7. Okt. 2014                             | James Whitmore, Jr. | Steven D. Binder & Christopher Silber               |
| Tony soll Amanda, die Tochter eines Admirals, undercover aus Marseille zurück in die USA bringen. Nachdem er dort ankommt und feststellt, dass die NCIS-Agenten aus Marseille tot sind, versucht er mit Amanda zum nächstgelegenen NCIS-Stützpunkt zu fliehen. Amanda versucht während der ganzen Flucht zu verhindern, nach Marseille zurück zu gelangen. Es stellt sich heraus, dass sie eine Spionin ist. |           |                       |                          |                      |                                          |                     |                                                     |
| 258 | 24        | Jackson               | Honor Thy Father         | 13. Mai 2014         | 14. Okt. 2014                            | Tony Wharmby        | Gary Glasberg & Gina Lucita Monreal                 |
| Nachdem sein Vater gestorben ist, reist Gibbs in seine Heimat. Währenddessen untersucht sein Team einen Brand auf einem Schiff, bei dem Gefangene geflüchtet sind. Das Team von Gibbs findet heraus, dass dieser in Lebensgefahr schwebt. |           |                       |                          |                      |                                          |                     |                                                     |